# ふ
ふ або フ (/hu/; МФА: [ɸu] • [ɸɯ]; укр. фу) — склад в японській мові, один зі знаків японської силабічної абетки кана. Становить 1 мору. Розміщується у комірці 3-го рядка 6-го стовпчика таблиці ґодзюон.
Має похідні:
- дзвінкі звуки — ぶ або ブ (/bu/; МФА: [bu] • [bɯ]; укр. бу);
- напівдзвінкі звуки — ぷ або プ (/pu/; МФА: [pu] • [pɯ]; укр. пу).

## Короткі відомості

### Опис
Фонема сучасної японської мови. Складається з одного приголосного звука та одного неогубленого голосного заднього ряду високого піднесення /u/ (う). Приголосні бувають різними залежно від типу.
| Глухий губно-губний щілинний:    |  | /h/ → | ふ | [ɸɯ] | (основний звук) |
| Дзвінкий губно-губний проривний: |  | /b/ → | ぶ | [bɯ] | (похідний звук) |
| Глухий губно-губний проривний:   |  | /p/ → | ブ | [pɯ] | (похідний звук) |

До IX століття знак ふ вимовлявся як [pɯ], а з X і по сьогодні — як [ɸɯ].
Крім цього, в історичному використанні кани знак ふ читався як [ɸɯ] лише на початку слова; в решті випадків він вимовлявся як う — [ɯ]. Після あ цей знак читався як お — [о].

### Порядок
Місце у системах порядку запису кани:
- Порядок ґодзюону: 28.
- Порядок іроха: 32. Між け і こ.

### Абетки
- Хіраґана: ふ

Походить від скорописного написання ієрогліфа 不 (фу, не).
- Катакана: フ

Походить від скорописного написання верхньої лівої ієрогліфа 不 (фу, не).
- Манйоґана: 不 • 否 • 布 • 負 • 部 • 敷 • 経 • 歴

### Транслітерації

#### ふ
- Кирилиця:
Система Поліванова: ФУ (фу).
Альтернативні системи: ФУ (фу).
- Латинка
Система Хепберна: FU (fu).
Японська система: HU (hu).
JIS X 4063: hu, fu
Айнська система: HU (hu).

#### ぶ
- Кирилиця:
Система Поліванова: БУ (бу).
Альтернативні системи: БУ (бу)
- Латинка
Система Хепберна: BU (bu).
Японська система: BU (bu).
JIS X 4063: bu
Айнська система: BU (bu).

#### ぷ
- Кирилиця:
Система Поліванова: ПУ (пу).
Альтернативні системи: ПУ (пу)
- Латинка
Система Хепберна: PU (pu).
Японська система: PU (pu).
JIS X 4063: pu
Айнська система: PU (pu).

### Інші системи передачі
- Шрифт Брайля:
| ●● －－ ●● |
- Радіоабетка: ФУдзісан но ФУ (富士山のフ; «фу» гори Фудзі)
- Абетка Морзе: －－・・